# Kerboga
Kerboga (arabisch كربغا, türkisch Kürboğa. Bedeutung: "Starker Stier") 
(† 1102) war Atabeg von Mosul in der Zeit des Ersten Kreuzzugs und wegen seiner militärischen Fähigkeiten bekannt.
Als er 1098 hörte, dass die Kreuzfahrer Antiochia belagerten, sammelte er seine Truppen und machte sich auf den Weg, die Stadt zu entsetzen. Bei seiner Ankunft, am 7. Juni, waren die Kreuzfahrer bereits seit vier Tagen im Besitz der Stadt. Kerboga begann nun, die Kreuzfahrer ihrerseits zu belagern.
Während der Belagerung wurde Peter der Einsiedler von den christlichen Fürsten zu Kerboga gesandt, um ihm vorzuschlagen, ihre Streitigkeiten in Duellen auszutragen. Wohl weil Kerboga sich sicher fühlte, sah er keinen Sinn in diesem Vorschlag und lehnte ihn ab.
Innerhalb der Stadt behauptete Peter Bartholomäus in dieser Zeit, die Heilige Lanze durch eine Vision entdeckt zu haben. Dieser Fund weckte neue Energien bei der christlichen Armee. Zur gleichen Zeit brachen Unstimmigkeiten und innere Kämpfe in der Armee des Atabegs aus. Als Bohemund von Tarent, ein Anführer der Christen, sich entschied anzugreifen, wurde Kerboga überrascht, da seine Spione ihm von einer schwachen und schlecht organisierten Armee berichtet hatten. Er fand sich stattdessen einer motivierten und geeinten Truppe gegenüber, während sein Heer in Fraktionen zerfiel. Es wurde geschlagen, Kerboga zog sich mit den Resten nach Mosul zurück. Dies hatte negative Auswirkungen auf seine Macht und sein Prestige.